# Petter Schening
Petter Schening var en svensk fajansmålare.
Schening omnämns som målargosse vid Rörstrands porslinsfabrik 1736–1744. Ett av hans bevarade arbeten ingår i Nationalmuseums samlingar. Föremålet är en skål i blå camaieu som han har dekorerat med en elegant tecknad blomsterkvist i en kinesiskklingande stil.